# Terratrèmol del Kirguizstan de 2008
El terratrèmol del Kirguizstan de 2008 va ocórrer el 5 d'octubre a les 21.52 hora local (15.52 UTC) amb una magnitud de moment de 6,6, matant a 75 persones, entre elles 41 nens, i ferint a 150 persones, entre elles 93 nens. El centre del terratrèmol estava prop de Nura, un petit poble kirguís de quasi 1.000 habitants i unes 400 cases, que va queda completament destruïda pel terratrèmol. També es va ensorrar dotzenes d'edificis de la zona pròxim de Kura. També es van produir danys menors a la regió xinesa fronteresa, la Regió Autònoma Uigur de Xinjiang. El terratrèmol es va sentir en tota Àsia central. Hi va haver diverses rèpliques; una rèplica de magnitud 5.7 en Xinjiang i una rèplica de magnitud 5.1 a Kirguizstan van seguir al terratrèmol. Altres dues rèpliques de magnitud superior a 5 a Kirguizstan i una en Xinjiang es van produir el 13 d'octubre. Les víctimes van ser transportades en helicòpters militars als hospitals d'Oix.
El Ministeri de Situacions d'Emergència del Kirguizstan va dir que quedaven pocs edificis que van romandre dempeus en el petit poble: "Gairebé tots els edificis del poble han estat destruïts. Els únics edificis que queden són els que han estat construïts recentment: l'escola i una clínica mèdica". Kanatbek Abdrakhmatov, cap de l'Institut de Sismologia, va atribuir gran part de la destrucció deguda a la construcció deficient dels edificis, molts dels quals estaven construïts amb argila i palla.
Als ferits se'ls va pagar 5.000 soms kirguisos (136 dòlars dels EUA) i 3 tones de carbó, i les famílies dels morts van rebre 50 kg de farina. A les 200 persones que van desitjar romandre a Nura se'ls van proporcionar 100 tendes de campanya per a 6 persones. Es van transportar 100 cases mòbils a Nura, i es va anunciar que el petit poble seria reconstruït en la primavera de 2009, i hauria d'estar acabada per a agost de 2009. L'Uzbekistan va prometre l'equivalent a 200.000 dòlars dels EUA en ajuda humanitària, incloses 120 tones de ciment, així com altres materials de construcció.
A Kirguizstan, es va celebrar un dia de dol oficial el 7 d'octubre de 2008.